# Kampung Tengah (Mempura)
Kampung Tengah is een bestuurslaag in het regentschap Siak van de provincie Riau, Indonesië. Kampung Tengah telt 360 inwoners (volkstelling 2010).